# Loggia dei Tessitori
A Loggia dei Tessitori, azaz a Szőnyegszövők loggiája egy firenzei épület. Ötárkádos, reneszánsz stílusú csarnok a Via San Gallo utcában, megépítését Cronacának vagy Giuliano da Sangallónak tulajdonítják. A Mediciek szőnyegszövő műhelyének adott helyet a csarnok, itt készültek azok a falikárpitok, amiket ma az Uffiziben, a Palazzo Pittiben és a Galleria dell'Accademián lehet megtekinteni.